# Перенос памяти
Перенос памяти — рассматривавшаяся в 1960—1970-х годах возможность переноса памяти между организмами одного вида посредством молекул белка или РНК. Теория рассматривалась во многих странах мира, включая СССР. Некоторые эксперименты были опубликованы в весьма авторитетных журналах (например, Nature), но впоследствии названы авторами розыгрышами.

## Общие парадигмы теорий и гипотез
Существовало мнение, что информация, и, в частности, память может сохраняться у животных в виде специфичных молекул белка или РНК и могут передаваться другим особям переносом именно этих молекул. В частности было мнение, что для каждого воспоминания есть своя молекула. Эти представления потеряли актуальность после осознания того, что память формируется устойчивыми межнейронными контактами

## Гипотеза Хюдена
В 1950-х годах биохимик Хольгер Хюде́н из Швеции установил связь между степенью выработки двигательных навыков и содержанием РНК в нейронах соответствующих моторных центров. Он обнаружил, что в процессе обучения содержание РНК в нейронах обучаемых животных заметно повышалось. Также Хюден установил, что в организме наиболее активными продуцентами РНК являются нейроны, а в одной нервной клетке содержание РНК может быть в пределах от 20 до 20 000 пикограмм. На основании этого Хюден высказал предположение, что именно молекула РНК является главным нейрохимическим субстратом памяти.

## Опыты Мак-Коннелла
В середине 1950-х годов американский зоопсихолог Джеймс Мак-Коннелл изучал поведение планарий, пытаясь выработать у них условные рефлексы на сочетания света и раздражения электрическим током. Также он вёл наблюдения за планариями в Т-образном лабиринте. Так как планарии способны к регенерации, Мак-Коннелл разрезал поперек обученную ползать по лабиринту планарию и наблюдал сохранение приобретенных навыков у обеих регенерировавших из половинок особей. Так как обе новые особи демонстрировали равноценную память, Мак-Коннелл предположил, что память хранится не в мозге непосредственно, а передаётся посредством недифференцированных клеток — необластов, которые служат для регенерации целой особи.
Мак-Коннелл посчитал, что непосредственно носители следа памяти в ЦНС — это молекулы РНК, и попытался доказать это, поставив эксперимент по скармливанию частей тела планарий, обученных условному рефлексу (реакции на свет), «необученным» червям и наблюдая воспроизведение условного рефлекса у «необученных». Многочисленные попытки других лабораторий воспроизвести опыт, в том числе и прямыми инъекциями РНК, не давали никаких устойчивых результатов, и репутация Мак-Коннелла оказалось сильно подорванной.
В СССР в научном центре биологических исследований в Пущине попытались воспроизвести первый эксперимент Мак-Коннелла и были весьма удивлены положительным результатом, так как эксперимент ставился с целью опровергнуть американского исследователя. Впоследствии был выяснен процесс регенерации ЦНС планарий, и было показано, что в эксперименте Мак-Коннелла планарии демонстрируют повышенную неспецифическую возбудимость всей нервной системы, которая и передаётся дочерним особям от разделения червя.

## Эксперименты Унгара
В 1970-е годы американский физиолог Д. Унгар выдвинул гипотезу о хранении воспоминаний в ЦНС в виде пептидов и белков, её основное положение было «Один пептид — один акт поведения». В ходе эксперимента он выделил из мозга крыс и расшифровал структуру одного такого нейропептида и назвал его скотофобин. Пептид состоит из 15 аминокислот. Для выделения синтезируемого при обучении пептида от всех остальных пептидов мозга Унгар в ходе эксперимента вырабатывал у крыс неестественный для них условный рефлекс — избегания темноты. Нетипичность рефлекса заключается в том, что крыса является ночным животным и избегает света и открытых пространств (эозофобия и клаустрофилия). Как только крыса забиралась в норку в клетке, она получала удар тока. В конечном итоге у животного формировался условный рефлекс избегания темноты даже без удара током. Из мозга таких крыс был выделен особый пептид, который никогда не находили в мозге нормальных животных в контрольной группе. Данные довольно долго считались достоверными и даже входили в научные пособия. Однако впоследствии выяснилось, что скотофобин не был молекулой памяти, оказалось, что по своей структуре скотофобин похож на молекулу АКТГ, которая также является неспецифичным продуктом формирования памяти.
Скотофобин имеет следующую структуру:
Н~ТГф-Асп-Асн-Асн-Глн-Глн-Гли-Лиз-Сер-Ала-Глн-ГлнТли-Гли-Тир—NH2.